# Toulouse-Pyrénées
Toulouse-Pyrénées (à l'origine : Radio-Pyrénées) est, après Radio PTT Paris, la première station de radio régionale d'État à diffuser de façon régulière en France, créée le 26 avril 1925.

## Historique

### Des origines à 1940
La station régionale privée Radio Paris émettait ses programmes depuis le 29 mars 1924 sur l'agglomération parisienne. Radio PTT Paris, la deuxième station généraliste française d'État naît le 20 janvier 1923 et servira de relais aux futures radios régionales d'État. La première des stations régionales d'État après Radio Lyon-La Doua, Radio PTT Bordeaux-Lafayette, est créée en 1923. Son homologue toulousaine, Toulouse-PTT ou Radio-Pyrénées, est à son tour créée le 26 avril 1925, également sous la tutelle du ministère des P.T.T. (Postes-Télégraphes-Téléphones). Après une année d'aménagements des locaux et d'essais techniques, le 18 mai 1925, à l'occasion de sa première émission régulière, la station prend le nom de Toulouse-Pyrénées (prononcé : Toulouz'-Pyréné). Elle est donc la première station régionale à diffuser de façon régulière,, car les émissions régulières de Radio PTT Bordeaux-Lafayette ne débutent qu'en mars 1926.
L'émetteur est offert par Lucien Lévy, constructeur de récepteurs et propriétaire de la station parisienne Radio LL. Il y voit l’occasion de concurrencer la Société Française de Radiodiffusion qui équipe le poste privé Radio Toulouse, créé le 16 avril 1925, devenu rapidement très populaire (de 2 kW à ses débuts, il passera en 1934 à 60 kW).
Le tout premier local de Toulouse-Pyrénées est situé dans les sous-sols de l'hôtel des Postes rue Lafayette, puis en 1932 au numéro 50 de la rue Gambetta où le volume du bâtiment autorise l'édification d'un studio-auditorium.
En 1927 de nouveaux crédits lui permettent d'étoffer ses programmes avec un orchestre de 18 musiciens, dont une majorité de premiers prix du Conservatoire national de Paris, et une troupe de comédie (dirigée par Mademoiselle Denise Talour). Son audience augmente alors rapidement.
À la Conférence de Madrid les dirigeants d'émissions de "T.S.F." (appellation de l'époque :Téléphonie Sans Fil) autorisent l'administration des stations régionales à ériger son centre radio-émetteur toulousain avec une puissance de 120 kW, niveau pour l'heure le plus élevé de France . Dressé 30 chemin de Brioudes sur une colline à Muret près de Toulouse au sommet d'un pylône de 220 m. de haut, il peut en 1935 couvrir le sud-ouest de la France, ce qui est sa vocation, mais également en partie les pays d'Afrique du Nord, la Suisse romande, le sud de l'Angleterre et même une grande partie de la Belgique ainsi que le prouve l'origine du courrier des auditeurs.
En 1936, la direction régionale s'installe 78 allées Jean Jaurès, dans les murs de l'hôtel particulier Lamouroux construit sous le Second Empire. Deux studios de prise de son avec régies techniques, une cabine d'annonces, un centre de modulations (C.D.M.), une salle de rédaction, une discothèque, et des bureaux administratifs y sont aménagés. Non loin de là, rue de l’Orient, un ancien théâtre est transformé en studio de grand volume afin de permettre la réalisation de films radiophoniques (dirigés après 1950 par Jacques Toulza et Christian Marc), ainsi que d'émissions musicales et de concerts sous la responsabilité technique de Guy Chesnais musicien-metteur en onde (M.M.O.) de la Radiodiffusion-Télévision-Française (R.T.F.). Ce dernier juge que :"cet orchestre symphonique d'un effectif conséquent lui permet d'aborder un répertoire très étendu" . Il possèdera jusqu'à sa dissolution au cours de l'été 65 (conséquence d'un plan national de restrictions budgétaires décidé en 1964), cinquante quatre interprètes placés sous les directions successives d'Henry Combaux et de Raoul Guilhot puis du compositeur Jean Clergue. Quand dans les années 1950 à 65 des concerts étaient périodiquement produits par l'Association des concerts symphoniques de Toulouse en regroupant les formations de la Radio et du Théâtre du Capitole il atteindra, sous la baguette de Gaston Poulet chef des Concerts Colonne ou bien de Roberto Benzi, un total de 98 exécutants. L'orchestre de  Bal champêtre, émission : Sur le kiosque à musique est dirigé par Jean Bentaberry (1895-1973), secrétaire des émissions (directeur des programmes). Deux autres formations sont aussi rattachées à la station : l'orchestre de chambre Louis Auriacombe (aujourd'hui Orchestre de chambre de Toulouse), et l'ensemble de musique douce de Georges Armand (Premier violon de l'Orchestre de chambre).
Andrée Géant (1907-1981) est le « speaker » attitré de la station à partir de 1937 (le féminin speakerine n'existant pas administrativement à la Radiodiffusion nationale puis Radiodiffusion française). Recrutée à Paris par concours national, elle reste jusqu'en 1971 la voix « historique » des émissions de radio.

### 1940-1944
Pendant l'occupation Toulouse-Pyrénées assure uniquement le relais de Radio Vichy, puis de Radio Paris sous contrôle allemand, ainsi que le rappelle la fameuse chanson de Pierre Dac diffusée par la B.B.C. : « Radio-Paris ment, Radio-Paris ment, Radio-Paris est allemand ! ».
Le 19 août 1944, jour de la libération de Toulouse, les troupes allemandes dynamitent l'émetteur et mettent à bas le grand pylône avant de fuir.
Dès le 9 septembre grâce aux efforts des techniciens de la station travaillant sous la protection des Francs-tireurs et partisans, des émissions de faible portée peuvent être à nouveau diffusées.

### Après-guerre
Radio Toulouse, la station privée concurrente est dissoute en 1944 du fait de l'instauration du monopole d'État sur les ondes.
Le 1er février 1946 la Radiodiffusion française inaugure le nouveau pylône de 125 m de haut permettant de passer de 40 à 100 kW. À Copenhague, l'International Conférence of Broadcasts attribue à Toulouse-Pyrénées la fréquence de 326,6 m ondes moyennes en modulation d'amplitude (l'ancien canal du poste désormais interdit), et c'est en 1950 que la longueur d'onde définitive sera fixée sur 318 m la puissance de l'émetteur étant portée à 150 kW. L'abandon progressif de la modulation d'amplitude et des ondes moyennes au profit de la modulation de fréquence réduira peu à peu le rôle de ce type de site dépendant maintenant de Télédiffusion de France (TDF); depuis le 23 juillet 2015 aucune émission n'est plus diffusée par cette antenne au profit des équipements radio-télévision installés au sommet du Pic du Midi de Bigorre (alt. 2 876 mètres), département des Hautes-Pyrénées.
Le premier journal parlé d'après-guerre réalisé par des journalistes professionnels Toulouse-Magazine a lieu le 7 novembre 1947, mis en page par Raoul Lambert (1925-1994) et présenté par Pierre Loubens (prononcé : Loubins) (1922-1994) rédacteur en chef jusqu'en 1964, sous administration de la RDF service public créé à la Libération, ancêtre de la RTF (9 février 1949) puis de l'ORTF (25 juillet 1964). Dans le même temps une sélection des émissions se voit fixer pour objectif la promotion de la langue d'oc  en collaboration avec l'Institut d'études occitanes. Côté variétés Charles Mouly (1919-2009) produira des programmes populaires animés par Yvan Grégoire, réalisés en public avec l'orchestre de Lionel Cazaux, comme Les aventures de La Catinou interprétées par le comédien transformiste Dominique (Gaston Dominique 1903-1965) ou le personnage Piroulet du fantaisiste Georges Vaur (1920-2010).

### La Télévision
Dès 1957, avec l'installation de la télévision en région, Toulouse-Pyrénées avait commencé à émettre des magazines grâce au puissant émetteur du Pic du Midi de Bigorre. Rencontres un mercredi par trimestre, permettait en un film de douze minutes de s'entretenir avec des personnalités de passage. Midi-Pyrénées Magazine, puis Échos et Reflets tous les samedis à 13 h 30, relataient en 28 minutes les évènements filmés pendant la semaine écoulée.
Au printemps 1963, des plateaux de liaison pouvaient être réalisés en direct grâce aux nouveaux équipements de vidéo-mobile dans une mise en image de Pascal Miralès, Charles Mascaras et Yvonne Goffinet, producteurs délégués successifs : Christian Marc puis Marcel Tariol, présentateurs : Jean-Jacques Duchamp et Jeanne Terrazzoni.

### Premières "Actualités Régionales"
Le journal télévisé régional Midi-Pyrénées-Actualités (plateaux et télécinéma), était inauguré le 6 décembre 1963 à 19 h 40 (horaire quotidien de diffusion) par Alain Peyrefitte, ministre de l'Information. Cependant l'émetteur du Pic du Midi étant unique, il arrosait tout le sud-ouest des deux vastes zones de Bordeaux et de Toulouse. Dans l'immédiat la solution provisoire adoptée fut la suivante :
Un soir sur deux le direct serait réalisé en plateau dans le studio d'une des deux villes, et contiendrait les images filmées au cours de la journée dans l'autre; ces dernières étant acheminées par le train.

### Un J.T. pour le nord de Midi-Pyrénées
En 1966, Emile Sévérac (directeur régional) et Jean Maynard (rédacteur en chef), avaient créés le tout premier journal télévisé local de France Quercy-Rouergue-Actualités. Les plateaux étaient filmés et montés avec sujets d'informations en images 16 mm noir et blanc en fin de matinée à Toulouse, puis expédiées par le train jusqu'à l'antenne d'émission lotoise équipée d'un télécinéma. Avec l'arrivée des magnétoscopes (Ampex), l'édition put être enregistrée en fin d'après-midi et transmise par faisceau hertzien jusqu'au réémetteur de Labastide-du-Haut-Mont, à l'intention des téléspectateurs du Lot, de l'Aveyron et territoires limitrophes. À partir de 1972, la rédaction confiera à Claude Stéphane (1946-2006) grand reporter puis rédacteur en chef, la mise en place de ces éditions télévisées de proximité avec rédacteurs et équipes techniques résidents sur leur zone de couverture de l'actualité.

### Nouvelles orientations
Après le démantèlement de l'ORTF (réforme de l'Audiovisuel Public du 7 août 1974) en sept sociétés indépendantes restant sous le monopole de l'État, la troisième chaîne baptisée FR3 (France-Régions 3) est officiellement créée, le 6 janvier 1975. Ses programmes de radio et de télévision réservent un vaste créneau consacré à la création cinématographique, Claude Guilhem étant chargé, à la radio, des émissions d'information du matin et de la mi-journée ainsi que du magazine télévisé hebdomadaire consacré au cinéma : 3+7 (F.R.3 Toulouse 7e Art).
À l'initiative du professeur Pierre Vellas, fondateur de l'Université des Anciens est créée l'émission expérimentale : Radio Troisième âge, composée de rubriques spécifiques diffusées tous les matins à 7h45 pendant huit ans. Le tout premier slogan de la chaîne était "FR3 c'est aussi la Radio !"
Les émissions décrochaient simultanément en modulation d'amplitude (ondes moyennes) pour la station France Culture, et en modulation de fréquence (FM) pour la station France Inter.

## Nouveaux studios, nouveaux programmes
Avec l'abandon du siège des allées Jean Jaurès, les premières émissions en couleur datent du printemps 1973 avec la mise en service de la nouvelle maison toulousaine de l'ORTF dans le quartier du Mirail. Elle est équipée de trois plateaux TV (dont un ouvert au public) ainsi que d'un car-régie et de trois studios radio (petit, moyen et grand volume). Madeleine Attal, directrice des programmes, crée en 1981 le poste de producteur des émissions languedociennes télévisées Viure al pais qui n'étaient jusqu'alors programmées qu'en radio, sur lequel elle nomme Maurice Andrieu (1933-2011).

## Occitanie
Avec l'entrée en vigueur des nouvelles grandes régions territoriales, les programmes et journaux télévisés sont produits, réalisés et diffusés sous le label France 3 Occitanie depuis le 28 septembre 2016 sur l'ensemble des 13 départements (anciennement Midi-Pyrénées / Languedoc-Roussillon).
La Direction régionale, la Rédaction et les studios sont situés 24 chemin de la Cépière à Toulouse.

### Sources
- Résumé et actualisation du commentaire écrit en 1975 par Pierre Loubens (rédacteur en chef de 1947 à 1964) à l'occasion du cinquantième anniversaire de la station.